# Programación dirigida por datos
Del idioma inglés "Data-driven programming". En la programación de computadoras , impulsado por los datos o dirigido por los datos es un paradigma de programación en el que las declaraciones del programa describen los datos a comparar y el procesamiento requerido en lugar de definir una secuencia de pasos a seguir. El resultado de adaptar los métodos de diseño de datos de tipo abstracto a la programación orientada a objetos da lugar a un diseño basado en los datos. Este tipo de diseño se utiliza en la programación orientada a objetos para definir clases durante la concepción del software. Se ha argumentado que la programación dirigida por los datos lleva a un mal diseño orientado a objetos , promoviendo la programación dirigida por la responsabilidad como un mejor enfoque.

## Lenguajes de programación dirigidos por los datos
- awk[1]